# Tomatenmark

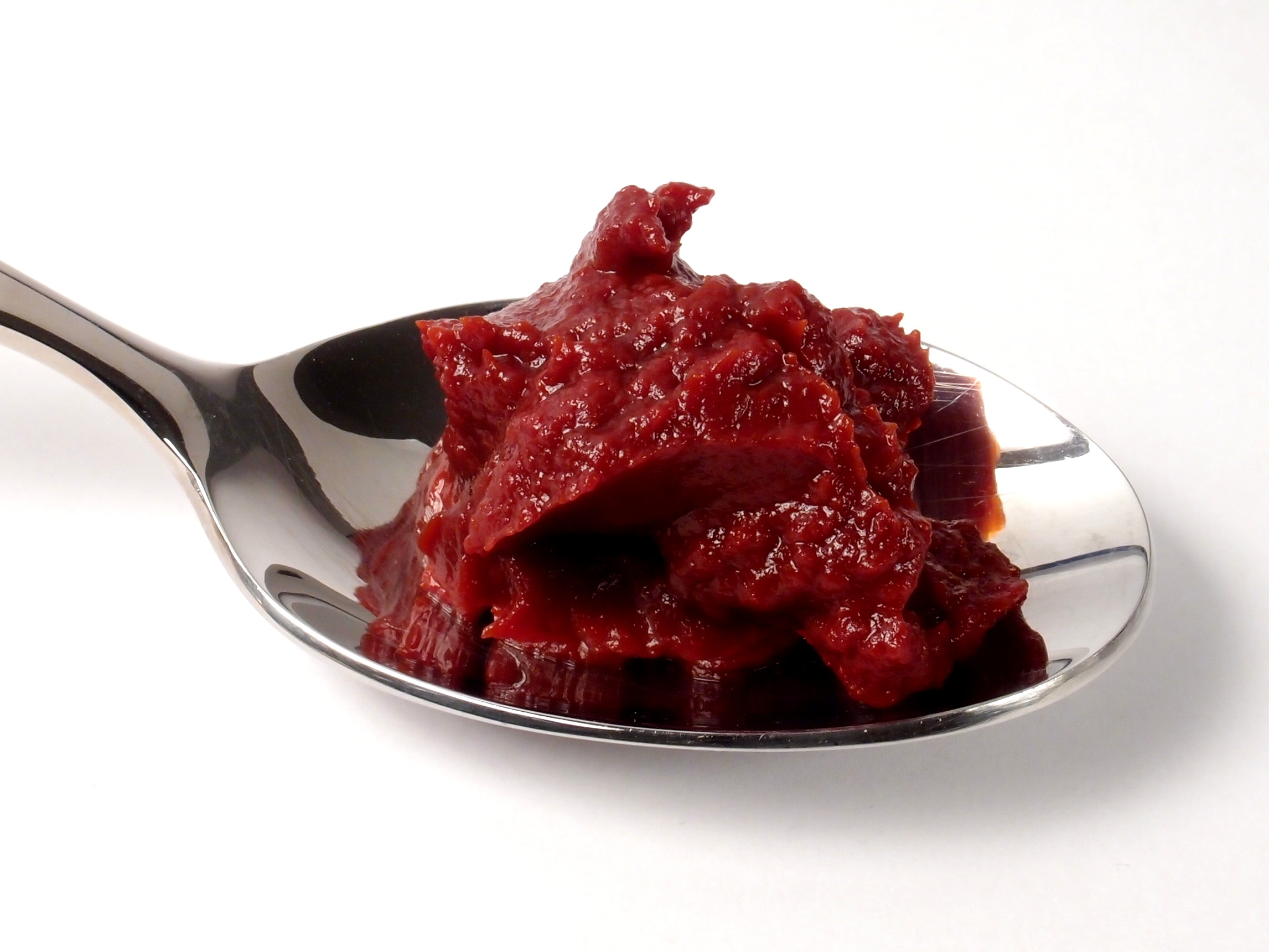
Dreifach konzentriertes Tomatenmark

Tomatenmark, in Ostösterreich Paradeismark, in der Schweiz Tomatenpüree, ist eine aus Tomaten hergestellte Paste, die in der Küche vor allem zur Herstellung von Saucen verwendet wird.

## Herstellung
Tomatenmark wird aus reifen und sortierten Tomaten hergestellt. Da nur das Tomatenfleisch Verwendung findet, werden diese zunächst geschält und entkernt. Danach wird das Tomatenfleisch passiert und unter Vakuum und Hitze eingedickt und, um es haltbar zu machen, pasteurisiert.
Zur Herstellung von Tomatenmark werden hauptsächlich Tomaten aus dem Freilandanbau verwendet. Die wichtigsten europäischen Anbauländer sind Italien, Spanien, Griechenland und Bulgarien.
Die weltweit größten Exportnationen von Tomatenmark sind: China, Italien, Spanien, USA und Portugal (in absteigender Reihenfolge, Stand: 2016/2017).
Das nach Deutschland importierte Tomatenmark stammt größtenteils aus Italien, Spanien, Portugal, Türkei und China (die fünf Nationen, die am meisten doppelt, dreifach und höher konzentriertes Tomatenmark nach Deutschland exportieren, Stand: 2017).
Das Tomatenmark wird bereits in den Anbauländern hergestellt und in den verbrauchenden Ländern allenfalls noch weiter verarbeitet. Neben seiner Verwendung in der Küche ist Tomatenmark auch Grundstoff für Ketchup.
Zur Herstellung von Würzsaucen und Gewürzketchup wird außer Tomatenmark auch die Tomatenpulpe verwendet. Diese besteht meist aus zerkleinerten Fruchtbestandteilen, wird nicht passiert und gibt entsprechenden Zubereitungen Konsistenz.

## Formen
Gehandelt wird Tomatenmark in Konservendosen oder -gläsern, Tuben oder auch Schlauchfolien.
In Deutschland existieren keine rechtlich verbindliche Vorgaben zu Tomatenmark; handelsübliche Werte für den Trockenmasseanteil sollen sich unter anderem aus der Publikation Europäische Beurteilungsmerkmale für Tomatenketchup – Code of Practice von Gerhard Weber (Bundesverband der deutschen Feinkostindustrie e. V.) ergeben, nämlich
- mindestens 28 % bei doppelt konzentriertem und
- mindestens 36 % bei dreifach konzentriertem Tomatenmark;

„in Italien“ sollen „diese Werte sogar rechtlich verankert“ sein.
„Für einfach konzentriertes Tomatenmark gibt es in Deutschland keine Richtwerte. Der Trockenmassegehalt liegt hier etwa zwischen 14 und 22 %. Aus Sicht von Lebensmittelklarheit sollten Qualitätsunterschiede von Tomatenmark für Verbrauchern erkennbar und die Angaben verlässlich sein. Daher sollten Definitionen für doppelt und dreifach konzentriertes Tomatenmark sowie die entsprechenden Trockenmassegehalte in den Leitsätzen für Gemüseerzeugnisse festgelegt werden.“
In der Schweiz sind die Mindestanteile mit 12, 24 und 36 % festgesetzt.